# Estancia (Új-Mexikó)
Estancia település az Amerikai Egyesült Államok Új-Mexikó államában, Torrance megyében, melynek megyeszékhelye is. Lakosainak száma 1242 fő (2020. április 1.).

## Népesség
A település népességének változása:
| Lakosok száma | 1584 | 1655 | 1242 |
|               | 2000 | 2010 | 2020 |